# Derichsweiler (Düren)
Derichsweiler is een plaats in de Duitse gemeente Düren, deelstaat Noordrijn-Westfalen, en telt 2.696 inwoners (31 december 2020).
Derichsweiler ligt ten westen van de stad Düren zelf. Langs de noordkant van het dorp loopt o.a. de Bundesstraße 264. Ten noorden van deze weg en van de spoorlijn naar Aken liggen twee, door het onder water laten lopen van twee voormalige bruinkoolgroeven ontstane meren: de Dürener Badesee en de meer westelijk gelegen Echtzer See. De Dürener Badesee is daarvan de grootste: 35 hectare. Echter slechts 3,5 hectare, 10% dus, is opengesteld voor de water- en strandrecreatie. Wel heeft dit meer veel watersportvoorzieningen. Beide bovengenoemde meren hebben een camping met restaurant en een mogelijkheid, de duiksport te leren en te beoefenen. Ook wordt in beide meren, waarin veel soorten vis zijn uitgezet, volop gehengeld.
Door lokale en regionale overheden gesteunde plannen, om Derichsweiler van een grote park & ride- parkeerplaats en een spoorwegstation te voorzien, zodat het aantal auto's in de Dürener binnenstad drastisch zou afnemen, zijn na het jaar 2015 door de hogere overheid verworpen.
Ten zuidwesten van het dorp begint het uitgestrekte Hürtgenwald, een deel van het Eifelgebergte.
Derichsweiler bestond reeds in de Romeinse tijd en werd in de 5e eeuw door Franken herbevolkt. Het dorp bleef betrekkelijk arm, mede doordat de plaats van de 16e t/m de 18e eeuw regelmatig slachtoffer werd van oorlogsgeweld, grote branden, pestepidemieën, misoogsten en hongersnoden. In de Tweede Wereldoorlog was Derichsweiler de eerste plaats in Duitsland, waar een kerkgebouw door een geallieerd luchtbombardement verloren ging; dit gebeurde reeds op 15 augustus 1940.

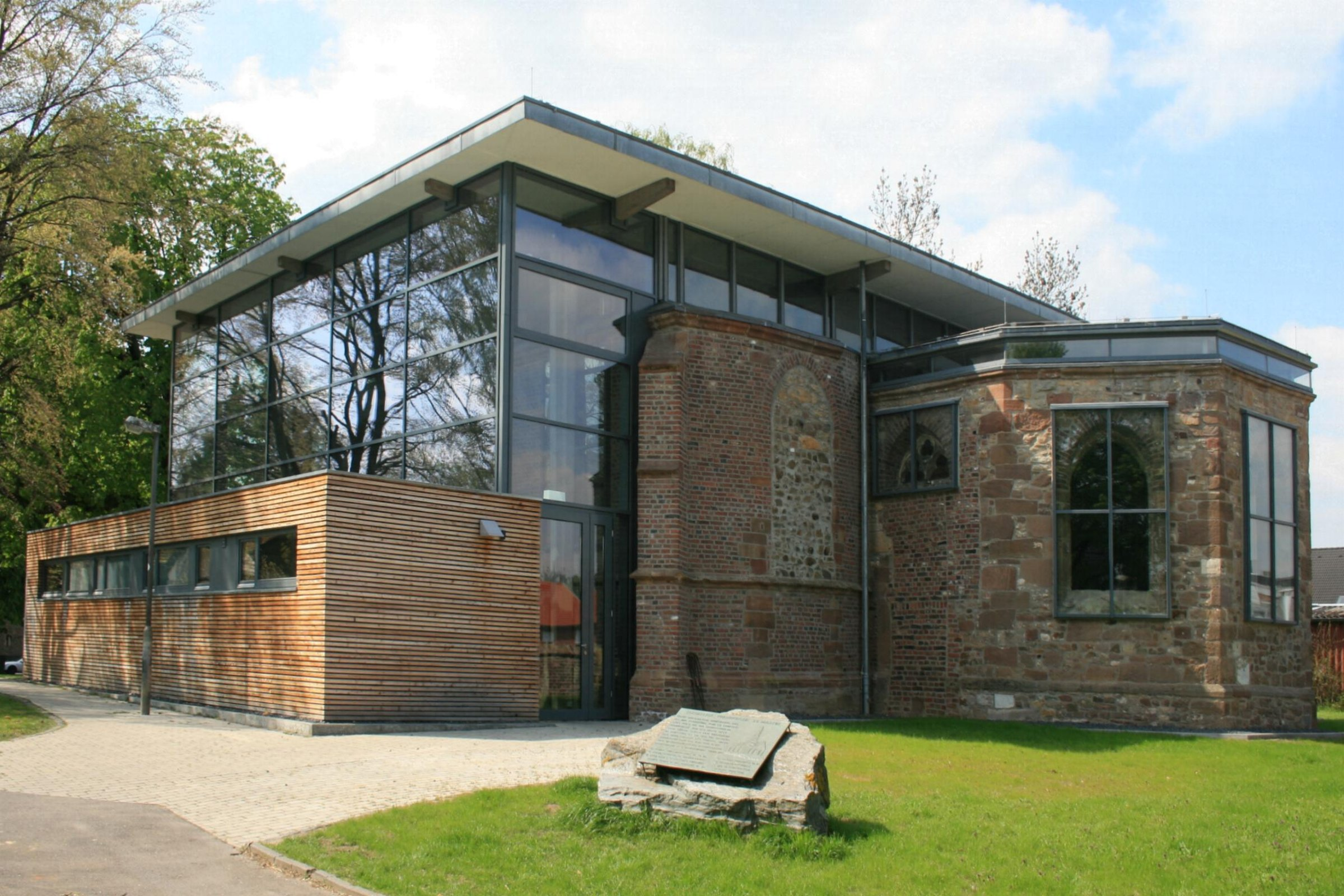
Ontmoetingshuis met ruïne van de in 1940 verwoeste Oude St. Maartenskerk
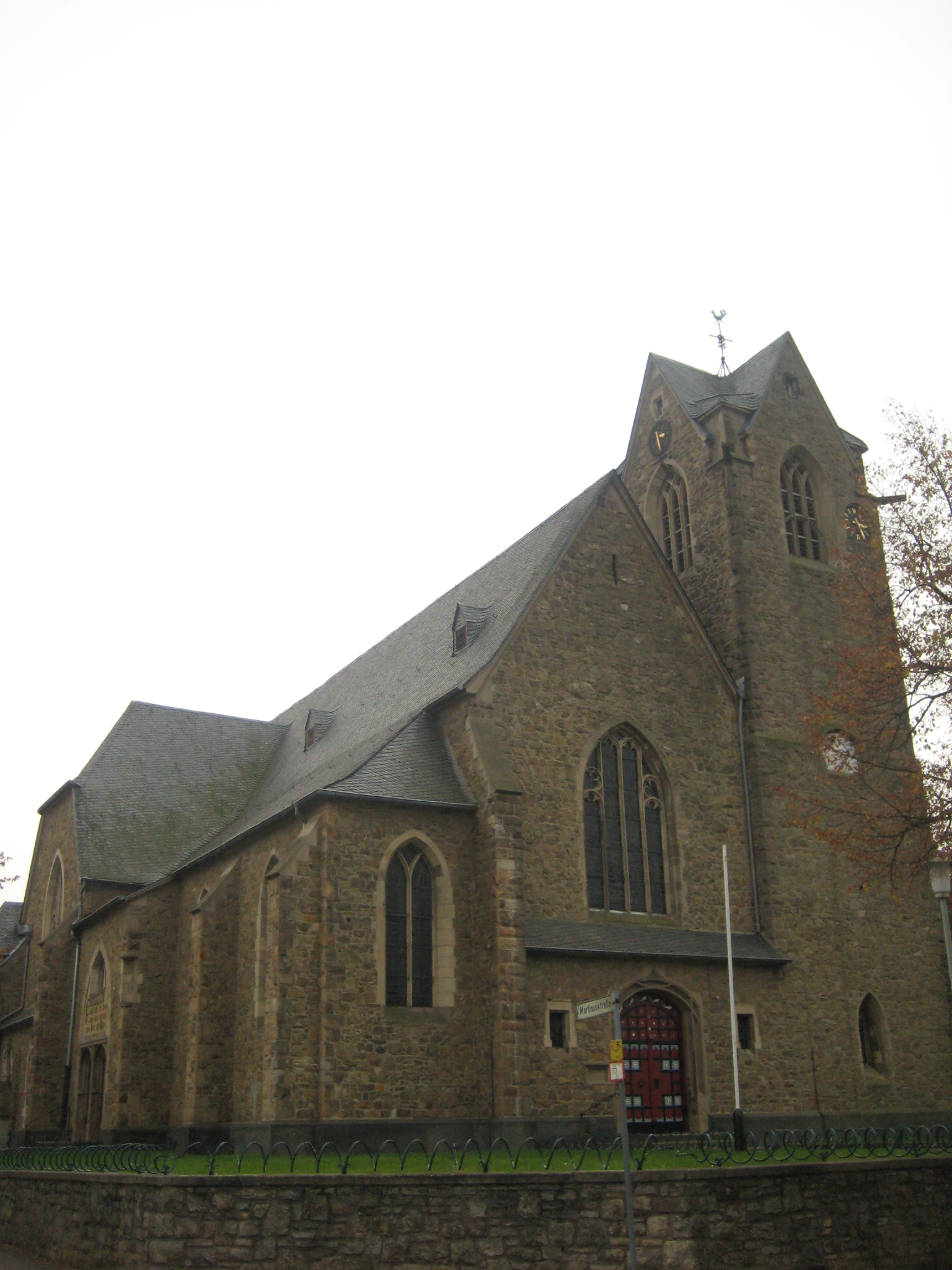
St. Maartenskerk (1908-1910), Derichsweiler
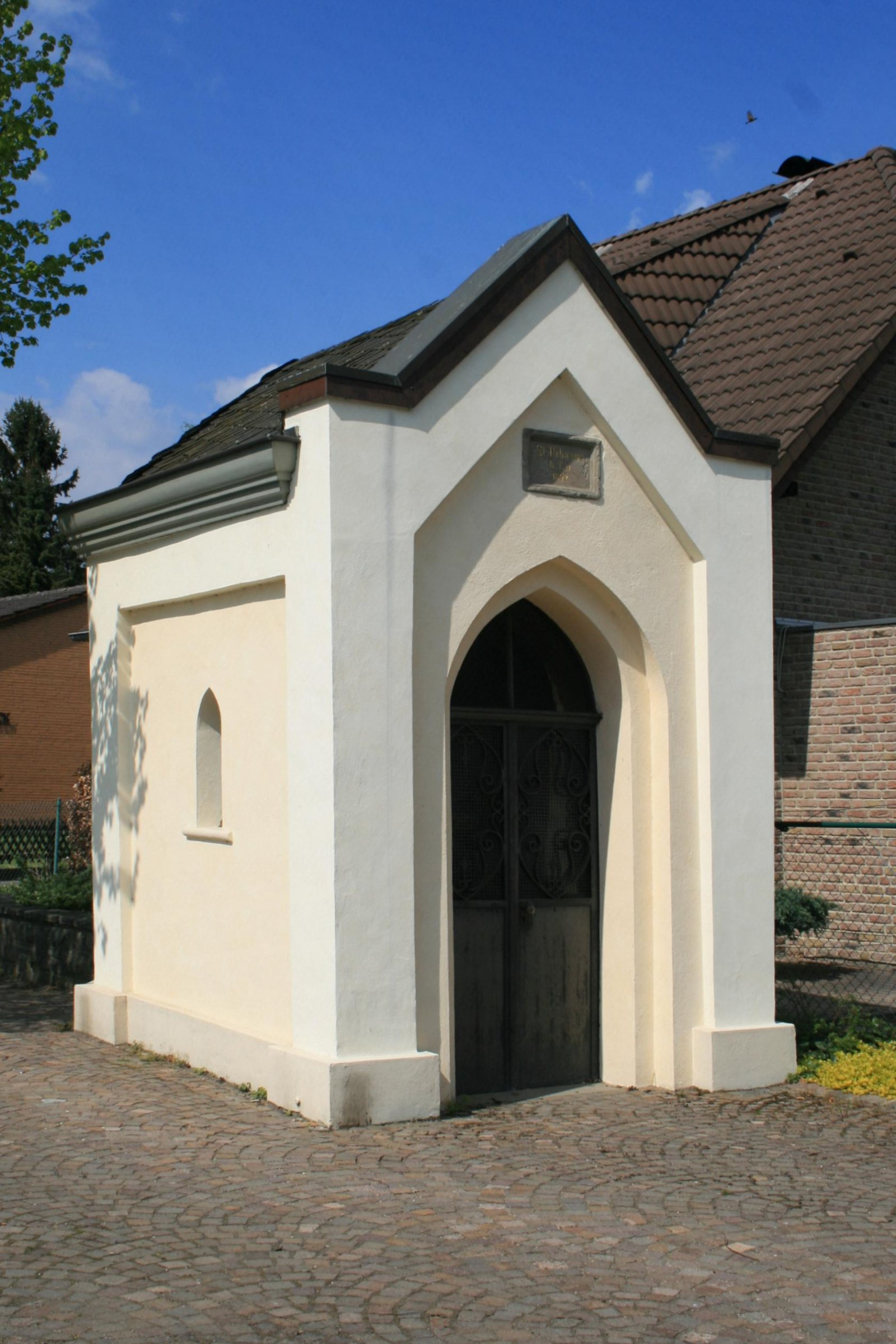
St.-Urbanuskapelletje
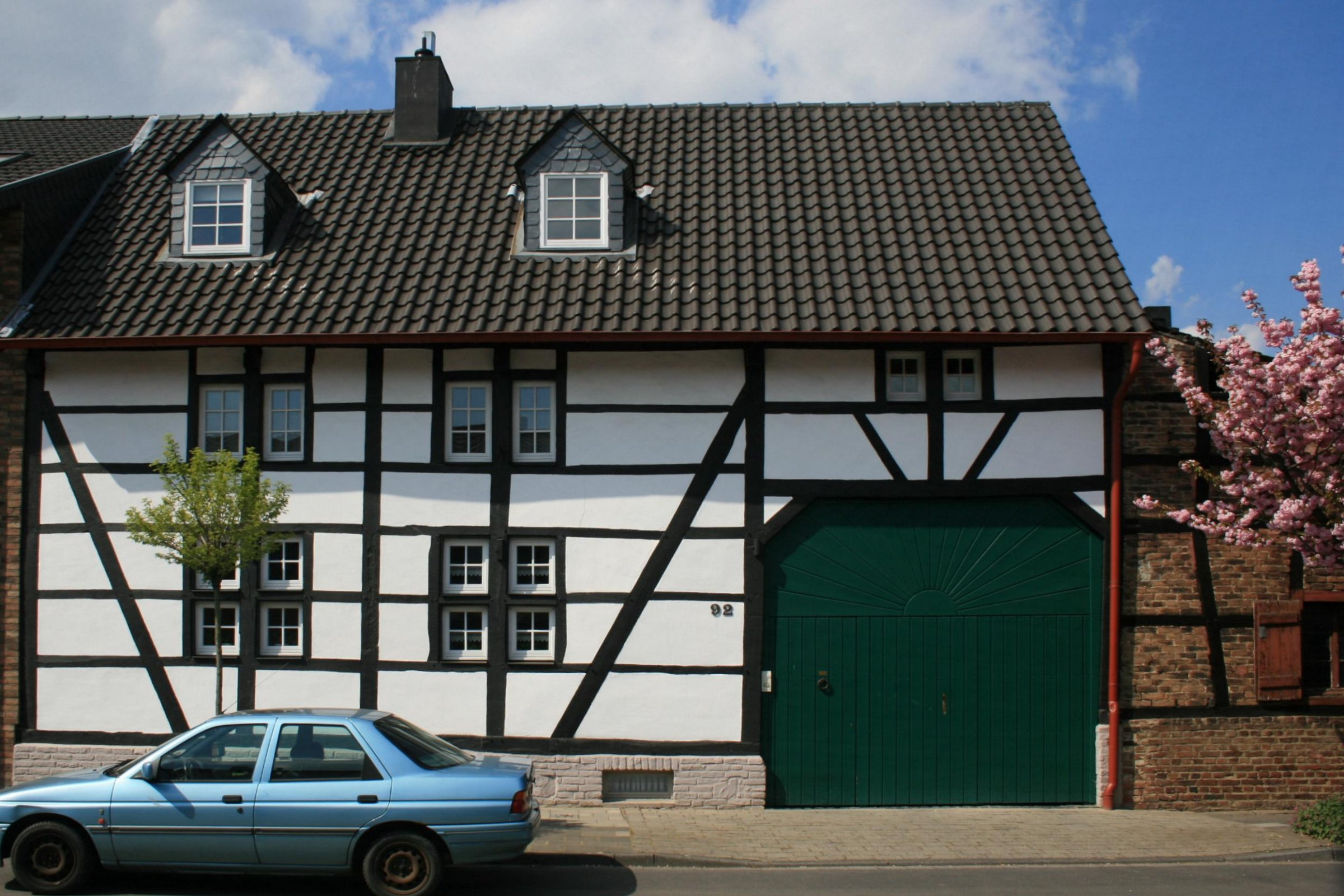
Monumentaal laat 17e- of vroeg-18e-eeuws huis aan de Agathastraße
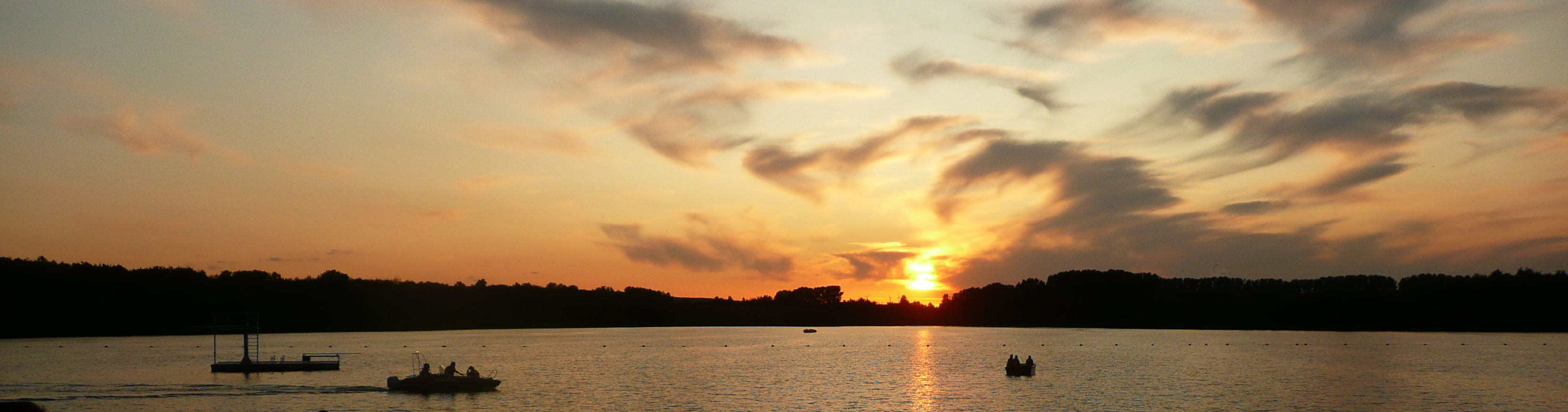
De Dürener Badesee